# Greg Cunningham
Gregory Richard "Greg" Cunningham (født 31. januar 1991 i Carnmore, Irland) er en irsk fodboldspiller, der spiller som venstre back eller kant hos den engelske klub Preston North End. Han har tidligere spillet for blandt andet Manchester City og Bristol City.

## Landshold
Cunningham står (pr. april 2018) noteret for fire kampe for Irlands landshold, som han debuterede for den 28. maj 2010 i en venskabskamp mod Algeriet.